# Dicranomyia (Glochina) liberta
Dicranomyia (Glochina) liberta is een tweevleugelige uit de familie steltmuggen (Limoniidae). De soort komt voor in het Palearctisch en Nearctisch gebied.